# Schizomyia racemicola
Schizomyia racemicola är en tvåvingeart som först beskrevs av Osten Sacken 1862.  Schizomyia racemicola ingår i släktet Schizomyia och familjen gallmyggor.
Artens utbredningsområde är North Carolina. Inga underarter finns listade i Catalogue of Life.